# امیر بی‌گزند
امیر بی‌گزند  هشتمین آلبوم استودیویی از خواننده ایرانی محسن چاوشی است که با ترانه‌های مولانا، سعدی، پدرام پاریزی و حسین صفا و نیز تنظیم‌های محسن چاوشی، عادل روح‌نواز، کوشان حداد، فرشاد حسامی، بابک نقوی و بهروز صفاریان، ۱۷ خرداد ۱۳۹۵ منتشر شد. چاوشی در این آلبوم نگاهی نو به شعر فاخر شاعران قدیم و شاعران معاصر داشته و به تلفیق خوبی در این زمینه رسیده ‌است.
امیر بی‌گزند در جشنواره موسیقی فجر سال ۱۳۹۵ در رقابت با نامزدهای بهترین آلبوم سال ۹۵ به مقام نخست نائل آمد و تندیس جشنواره را به عنوان بهترین آلبوم سال اخذ کرد.

## فهرست آهنگ‌ها
| شماره | نام             | سراینده          | آهنگساز    | تنظیم         | مدت   |
| ----- | --------------- | ---------------- | ---------- | ------------- | ----- |
| ۱.    | «امیر بی‌گزند»   | مولانا           | محسن چاوشی | محسن چاوشی    | ۰۳:۵۸ |
| ۲.    | «دل من»         | مولانا           | محسن چاوشی | بهروز صفاریان | ۰۳:۵۴ |
| ۳.    | «چنگیز»         | علی‌اکبر یاغی‌تبار | محسن چاوشی | بهروز صفاریان | ۰۵:۰۰ |
| ۴.    | «این کیست این؟» | مولانا           | محسن چاوشی | محسن چاوشی    | ۰۳:۲۷ |
| ۵.    | «جنگ‌زده»        | پدرام پاریزی     | محسن چاوشی | فرشاد حسامی   | ۰۴:۳۵ |
| ۶.    | «شیدایی»        | مولانا           | محسن چاوشی | کوشان حداد    | ۰۴:۲۱ |
| ۷.    | «شاه‌مقصود»      | حسین صفا         | محسن چاوشی | عادل روح‌نواز  | ۰۶:۳۹ |
| ۸.    | «پریشان»        | سعدی             | محسن چاوشی | محسن چاوشی    | ۰۲:۵۹ |
| ۹.    | «شرمساری»       | حسین صفا         | محسن چاوشی | بابک نقوی     | ۰۵:۴۰ |
| ۱۰.   | «آخرین اتوبوس»  | حسین صفا         | محسن چاوشی | فرشاد حسامی   | ۰۴:۴۶ |
| ۱۱.   | «تریاق»         | مولانا           | محسن چاوشی | محسن چاوشی    | ۰۵:۳۶ |
| ۱۲.   | «متصل»          | مولانا           | محسن چاوشی | محسن چاوشی    | ۰۳:۴۲ |